# NGC 2582
NGC 2582 (również IC 2359, PGC 23630 lub UGC 4391) – galaktyka spiralna z poprzeczką (SBab), znajdująca się w gwiazdozbiorze Raka. Odkrył ją William Herschel 22 lutego 1789 roku.